# Eudâmidas III
Eudamidas III (também Euridâmidas; em grego: Εὐρυδαμίδας) foi rei da cidade-Estado grega de Esparta de 241 a.C. até 228 a.C. ano da sua morte. Pertenceu à Dinastia Euripôntida.
Ele era filho de Ágis IV e morreu ainda jovem. Plutarco diz que sua mãe se chamava Agiatis, e, quando seu pai morreu, ela foi forçada pelo rei ágida Leônidas II a se casar com seu filho, o futuro rei Cleômenes III.
Segundo Pausânias, ele foi envenenado por Cleômenes III, mas analistas consideram este dado improvável, atribuindo o envenenamento de Eudâmidas aos éforos.